# Роман, Ондржей
Ондржей Роман (чеш. Ondřej Roman; 8 февраля 1989, Острава, Чехословакия) — чешский хоккеист, центральный нападающий. В настоящее время играет за клуб чешской Экстралиги «Пардубице».

## Карьера
Воспитанник остравского хоккея. В юниорском возрасте играл за местные клубы «Поруба» и «Витковице». В 2006 году стал бронзовым призёром чемпионата мира среди юниоров. Уже в 17 лет уехал в Северную Америку. Играл в Западной хоккейной лиге за «Спокан Чифс». В составе «Спокана» в 2008 году стал чемпионом Западной хоккейной лиги и обладателем Мемориального кубка. Был задрафтован клубом НХЛ «Даллас Старз», но так и не смог пробиться в НХЛ. В 2009 году был задрафтован екатеринбургским «Автомобилистом» под общим 23-м номером. Вернувшись домой, играл за «Витковице» в Экстралиге. Сезон 2015/16 провёл в КХЛ за екатеринбургский «Автомобилист», но потом вновь вернулся в родной «Витковице», в котором провёл следующие 4 сезона. Сейчас играет за клуб «Пардубице».

## Достижения
Обладатель Мемориального кубка 2008
 Чемпион Западной хоккейной лиги 2008
 Серебряный призёр чешской Экстралиги 2010
 Бронзовый призёр чемпионата мира среди юниоров 2006

## Статистика
Обновлено на конец сезона 2020/2021
- Чешская экстралига — 478 игр, 308 очков (102 шайбы + 206 передач)
- АХЛ — 114 игр, 31 очко (10+21)
- КХЛ — 31 игры, 8 очков (2+6)
- Чемпионат Финляндии — 12 игр, 4 очка (1+3)
- Лига Восточного побережья — 9 игр, 8 очков (3+5)
- Западная хоккейная лига — 213 игр, 171 очко (40+131)
- Мемориальный кубок — 4 игры, 2 очка (0+2)
- Кубок Шпенглера — 10 игр, 7 очков (1+6)
- Лига чемпионов — 13 игр, 10 очков (2+8)
- Сборная Чехии — 23 игры, 6 очков (4+2)
- Всего за карьеру — 907 игр, 555 очков (165+390)